# Ordinariato militare per l'Italia
L'ordinariato militare per l'Italia (OMI) è una circoscrizione personale della Chiesa cattolica, assimilata a una diocesi ed equiparata a un ufficio dello Stato; ha giurisdizione su tutti i militari delle forze armate italiane (Esercito, Marina Militare, Aeronautica, Carabinieri, insieme alla Guardia di Finanza, in quanto corpo di polizia a ordinamento militare), sui loro familiari conviventi e sul personale civile in servizio presso le forze armate. È retto dall'arcivescovo Gian Franco Saba.

## Storia
Prima della nascita del Regno d'Italia, negli Stati preunitari in Italia la cura spirituale dei militari era affidata a cappellani militari facenti parte dell'organizzazione castrense.
Nel Regno Lombardo-Veneto, prima delle guerre del Risorgimento, era in vigore l'ordinamento austriaco; nel 1803 la Repubblica Italiana napoleonica ripristinò i cappellani militari nell'esercito. 
Nel Ducato di Parma e Piacenza dal 1816 il Reggimento di linea aveva un cappellano tenente; nel 1839 nel Granducato di Toscana vi erano tre cappellani; nello Stato della Chiesa l'ufficio di cappellano maggiore fu istituito da papa Pio IX nel 1850; nel Regno delle Due Sicilie, fino al 1861, era il re a nominare i cappellani e il cappellano maggiore aveva giurisdizione quasi episcopale.
Con l'Unità d'Italia, il ruolo dei cappellani militari fu regolarmente introdotto nelle neonate forze armate unitarie e nel 1865 l'organico del clero castrense del Regno d'Italia era di 189 cappellani.
Dopo la presa di Roma, le leggi italiane portarono a una progressiva, e nel 1878 definitiva, eliminazione dei cappellani.
Fu la circolare del 12 aprile 1915 firmata dal generale Luigi Cadorna, nell'imminenza dell'entrata dell'Italia nella prima guerra mondiale, a reintrodurre i cappellani militari. In seguito a ciò, la Congregazione per i vescovi, con decreto del 1º giugno 1915, nominò il primo vescovo di campo, ponendolo al vertice di tutti i cappellani militari d'Italia, Angelo Bartolomasi. Il governo italiano assegnò al vescovo castrense il grado di maggiore generale e ai cappellani quello di tenente.
Nel 1918 i cappellani militari erano 2 738: 1 350 operanti al fronte, 742 dislocati negli ospedali territoriali, 18 nella riserva, 591 “aiuto-cappellani” negli ospedali territoriali, 37 in Marina. Ben 435 cappellani militari furono insigniti di una medaglia al valor militare; 110 sacerdoti seguirono i propri reparti nei campi di prigionia e ne morirono 93.

Al termine del conflitto, mons. Bartolomasi chiese a ogni cappellano una relazione finale sulla propria attività. Di queste se ne conservano ancora 180, raccolte recentemente in un volume sul ruolo dei cappellani militari nel primo conflitto mondiale.
Giovanni Minozzi, cappellano militare anche durante la guerra italo-turca, diede vita nel 1918 all'Opera Nazionale per il Mezzogiorno d'Italia, insieme al barnabita padre Giovanni Semeria, per ospitare i bambini orfani di guerra.
Nel 1922 il ruolo del cappellano militare fu nuovamente soppresso, ad eccezione del servizio svolto per la raccolta delle salme dei caduti e la sistemazione dei cimiteri di guerra.
In seguito a trattative tra la Santa Sede e il governo italiano, il 6 marzo 1925 nacque l'Ordinariato militare per l'Italia, con decreto della Congregazione per i vescovi e approvato dalla legge italiana n. 417 dell'11 marzo 1926, assegnando ad esso il compito dell'assistenza spirituale nelle forze armate. I Patti lateranensi del 1929 e la successiva legge n. 77 del 16 gennaio 1936 ne ribadirono il riconoscimento.
Durante la seconda guerra mondiale, furono numerosi i cappellani militari morti nell'esercizio del loro ministero sacerdotale e vari coloro che furono insigniti di onorificenze; alcuni di essi furono coinvolti anche nella Resistenza, come Ettore Accorsi e Giuseppe Morosini.
Oltre ad essi, cappellani come Giulio Facibeni e Carlo Gnocchi (proclamato beato dalla Chiesa cattolica) si impegnarono in opere assistenziali per coloro i quali avevano subito i gravi segni della guerra.
Con la nascita della Repubblica Italiana, l'Ordinariato fu assimilato dalla legislazione repubblicana inizialmente con la legge n. 1118 del 9 novembre 1955, recante modifiche alla legge 77/1936, poi con la legge n. 512 del 1º giugno 1961, con le sue successive modifiche, fino all'incorporamento nel vigente Codice dell'ordinamento militare del 2010, modificato ulteriormente nel 2012.
Nel 1986 papa Giovanni Paolo II, con la Costituzione Apostolica Spirituali militum curae, ha elevato le organizzazioni castrensi a peculiari circoscrizioni ecclesiastiche con statuti propri, assimilate a diocesi, con la possibilità di erigere un proprio seminario. In seguito a ciò, il 6 agosto 1987 la Santa Sede ha approvato gli statuti dell'Ordinariato militare italiano.
Dal 1996 al 1999 si è tenuto il primo sinodo della Chiesa Ordinariato Militare. Nel 1998 è stato fondato il seminario castrense, con sede a Roma.
La nuova legislazione si ha con la legge 22 aprile 2021, n. 70, di Ratifica dello Scambio di lettere tra la Repubblica italiana e la Santa Sede sull'assistenza spirituale alle Forze armate, fatto a Roma e nella Città del Vaticano il 13 febbraio 2018, approvata in via definitiva dall'Aula della Camera il 14 aprile 2021. L'intesa oggetto di ratifica ha aggiornato la disciplina concernente l'assistenza spirituale alle Forze armate e lo status dei cappellani militari "alla luce dell'evoluzione storica, politica e normativa intervenuta negli anni e che ne ha condizionato i motivi ispiratori".

## Struttura
Il clero dell'ordinariato militare italiano è arruolato nelle forze armate, e i sacerdoti sono equiparati agli ufficiali.
Per meglio prestare il proprio servizio, l'ordinariato italiano è suddiviso oggi in 16 zone pastorali geografiche.
La giurisdizione ecclesiastica dell'ordinariato riguarda territorio e persone; dall'ordinariato dipende una struttura gerarchica che ricomprende anche il personale degli ospedali militari.

### L'Ordinario militare

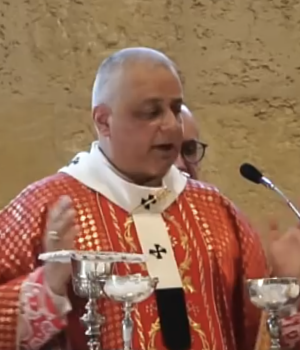
L'ordinario militare in carica, Gian Franco Saba.

L'ordinariato è guidato da un arcivescovo ordinario militare, designato dal papa e nominato con decreto del presidente della Repubblica, su proposta del presidente del Consiglio dei ministri e dei ministri della difesa e dell'interno.
Il conferimento dell'ufficio di assistenza spirituale alle forze armate comporta che la provvista (ovvero l'atto di conferimento dell'ufficio) spettante, di solito, all'autorità ecclesiastica sia sostituita da un paritario diritto dello Stato poiché l'ufficio in questione non può essere considerato sic et simpliciter come ecclesiastico, ma piuttosto ufficio dello Stato, cui la pubblica autorità concede l'annessa potestà giurisdizionale ecclesiastica.
La designazione dell'ordinario avviene mediante una consultazione confidenziale tra Santa Sede (che propone nominativi) e il governo italiano (che deve procedere alla nomina). In caso di disaccordo sul nome proposto, si procede a nuova designazione confidenziale finché non si raggiunge un accordo.
L'attuale ordinario militare è l'arcivescovo Gian Franco Saba, nominato il 10 aprile 2025.

### I cappellani
L'ordinario militare (che assume il grado militare di generale di corpo d'armata) è assistito nella sua attività da un vicario generale (che sostituisce l'ordinario nelle sue funzioni in via rappresentativa, lo coadiuva nell'azione, fa le sue veci in caso di impedimento o assenza; assume il grado di generale di divisione) e da 5 vicari episcopali. 
A livello territoriale, le funzioni di assistenza spirituale sono svolte dai cappellani coordinati dai decani o vicari zonali.
I cappellani hanno giurisdizione di tipo parrocchiale.

#### Gradi militari
I gradi militari previsti sono:
- ordinario militare - equivalente al grado di generale di corpo d'armata
- vicario generale militare - equivalente al grado di generale di divisione
- Ispettore - equivalente al grado di generale di brigata
- 3º cappellano capo - equivalente al grado di colonnello
- 2º cappellano capo - equivalente al grado di tenente colonnello.
- 1º cappellano capo - equivalente al grado di maggiore
- cappellano capo - equivalente al grado di capitano
- cappellano addetto - equivalente al grado di tenente[16][17]
- cappellano di complemento - equivalente al grado di sottotenente

### Scuola Allievi Cappellani Militari
L'8 dicembre 1998 è stato istituito il Seminario Maggiore dell'Ordinariato Militare per l'Italia, denominato “Scuola Allievi Cappellani Militari”, dall'allora Ordinario militare Giuseppe Mani, che è il seminario della diocesi castrense in cui dei giovani possono prepararsi a essere sacerdoti a servizio pieno dell'Ordinariato, incardinati in esso.
Esistono così due categorie di cappellani militari: quelli che sono parte integrante dell'Ordinariato, essendo incardinati in esso, e quelli che prestano servizio nell'Ordinariato, restando però legati alle proprie diocesi di provenienza o agli istituti religiosi di cui fanno parte.
Il Seminario, collocato all'interno della città militare della Cecchignola, in Roma, e la cui struttura è stata ricavata da alloggi ceduti dalla vicina Scuola del Genio, conobbe un notevole impulso grazie all'opera instancabile dell'Ordinario fondatore, Giuseppe Mani, che le diede l'assetto definitivo, tuttora perdurante. I primi allievi cappellani militari furono scelti grazie alle settimane vocazionali, volute dall'ordinario militare Giuseppe Mani. I primi due seminaristi furono Pasqualino Demitri, proveniente dai reparti speciali Folgore (187 Rgt.) e Michele Mastropaolo dall'Aeronautica militare.
Gli allievi cappellani militari sono equiparati agli allievi ufficiali delle forze armate e di polizia a ordinamento militare.

## Disciplina normativa
Dal punto di vista canonico, l'ordinariato militare è disciplinato dalla costituzione apostolica Spirituali militum curae del 21 aprile 1986 e dagli statuti propri, approvati dalla Santa Sede il 6 agosto 1987.
Dal punto di vista civile, la legge 22 aprile 2021, n. 70, Codice dell'ordinamento militare, disciplina anche lo stato giuridico, l'avanzamento di carriera e il trattamento economico dell'Ordinario, del Vicario generale e dei cappellani militari.
Esso ha recepito, e dunque abrogato, le precedenti leggi:
- legge 11 marzo 1926 n. 417;
- legge 16 gennaio 1936 n. 44, modificata dalla legge 9 novembre 1955 n. 1118;
- legge 1º giugno 1961 n. 512, modificata dalla legge 22 novembre 1973 n. 873, dall'art. 69 del D.Lgs. 30 dicembre 1997 n. 490, a norma dell'art. 1, comma 97, della legge 23 dicembre 1996, n. 662, e dall'art. 29 del D.Lgs. 28 giugno 2000 n. 216, a norma dell'art. 9, comma 2, della legge 31 marzo 2000, n. 78.
- legge 22 aprile 2021, n. 70, di Ratifica dello Scambio di lettere tra la Repubblica italiana e la Santa Sede sull'assistenza spirituale alle Forze armate

Per decreto del 24 febbraio 1987 del Ministro dell'Interno, l'ordinariato militare italiano ha la qualifica di ente ecclesiastico civilmente riconosciuto.

## Chiese dell'Ordinariato
- Chiesa principale: chiesa di Santa Caterina a Magnanapoli a Roma
- Chiesa succursale: chiesa del Santissimo Sudario dei Piemontesi a Roma

Alle suddette chiese si aggiunge la basilica di Santa Maria ad Martyres (Pantheon), della quale l'Ordinario militare è preposto.

## Cronotassi dei vescovi

### Vescovi castrensi
- Angelo Bartolomasi † (18 luglio 1915 - 29 ottobre 1922)

### Ordinari militari
- Michele Cerrati † (2 marzo 1923 - 21 febbraio 1925 deceduto)
- Camillo Panizzardi, C.S.I. † (6 marzo 1925 - 22 aprile 1929 dimesso)
- Angelo Bartolomasi † (23 aprile 1929 - 1944 ritirato) (per la seconda volta)
- Carlo Alberto Ferrero di Cavallerleone † (28 ottobre 1944 - 4 novembre 1953 dimesso)
- Arrigo Pintonello † (4 novembre 1953 - 1º maggio 1965 nominato amministratore apostolico di Velletri)
- Luigi Maffeo † (16 gennaio 1966 - 7 maggio 1971 deceduto)
- Mario Schierano † (28 agosto 1971 - 27 ottobre 1981 ritirato)
- Gaetano Bonicelli (28 ottobre 1981 - 14 novembre 1989 nominato arcivescovo di Siena-Colle di Val d'Elsa-Montalcino)
- Giovanni Marra † (14 novembre 1989 - 31 gennaio 1996 ritirato)[19]
- Giuseppe Mani (31 gennaio 1996 - 20 giugno 2003 nominato arcivescovo di Cagliari)
- Angelo Bagnasco (20 giugno 2003 - 29 agosto 2006 nominato arcivescovo di Genova)
- Vincenzo Pelvi (14 ottobre 2006 - 11 agosto 2013 ritirato)[20]
- Santo Marcianò (10 ottobre 2013 - 10 aprile 2025 ritirato)[21]
- Gian Franco Saba, dal 10 aprile 2025

## Uniformi

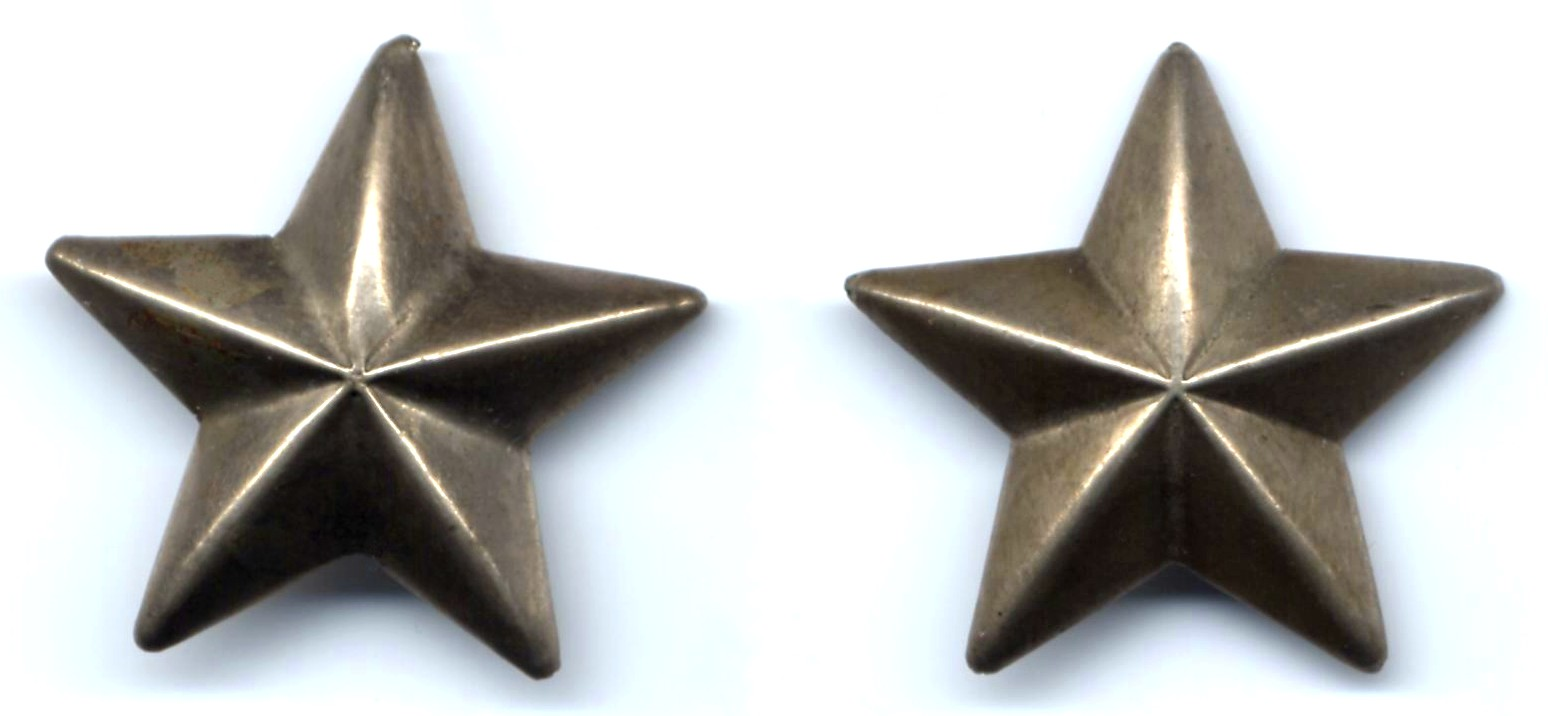
Le stellette delle divise delle forze armate italiane.

Le uniformi per i cappellani militari sono:
- Abiti talare e religioso;
- Clergyman;
- uniforme militare in situazioni speciali

### Composizione e uso degli abiti talare e religioso

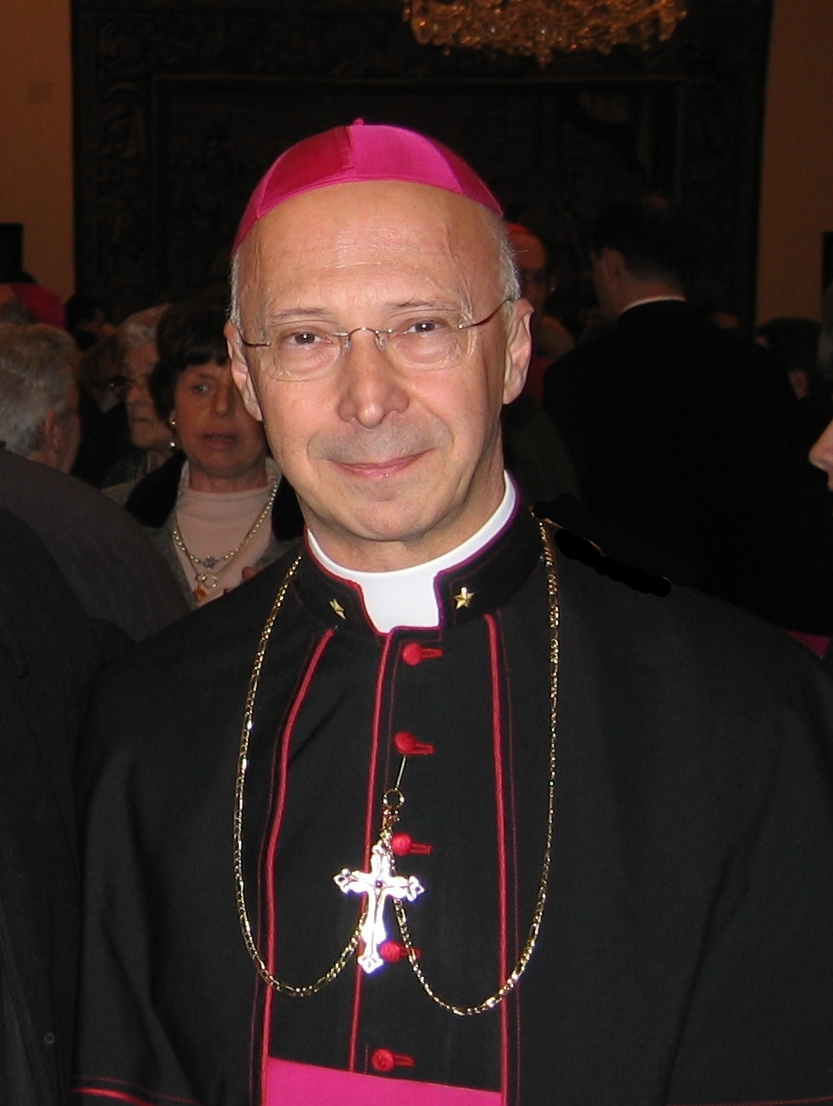
Angelo Bagnasco, quand'era ordinario militare, con le stellette apposte sull'abito talare.

Composizione: per i sacerdoti diocesani l'abito talare "romano"; per i sacerdoti religiosi l'abito talare previsto dall'Ordine religioso di appartenenza. Vengono indossati con l'aggiunta, sul colletto, di due stellette a cinque punte: dorate, per l'arcivescovo ordinario militare per l'Italia, per il vicario generale militare e per gli ispettori; argentate: per i cappellani militari. Quando si indossa questo abito, è possibile portare il copricapo militare di colore nero (basco) con applicato il fregio dei cappellani militari. È possibile indossare, sopra gli abiti Talare o Religioso, il soprabito, il cappotto o il mantello ecclesiastici, su quest'ultimo vengono apposte stellette come per gli abiti talare o religioso.
Uso: vanno indossati sempre in alternativa al clergyman, salvo quanto previsto negli artt. 44-45. Possono essere inoltre indossati in qualsiasi situazione, per motivi liturgici.

### Composizione e uso del clergyman
Composizione: completo di colore, preferibilmente, nero oppure grigio-scuro (abito: giacca, pantaloni e camicia ecclesiastica dello stesso colore, calze e scarpe nere. Viene indossato con l'aggiunta del distintivo metallico (croce latina in argento, con sfondo interno smaltato di colore bleu e crocetta interna in argento), applicato sulla parte alta del bavero sinistro della giacca.
Uso: va indossato sempre in alternativa agli abiti talare o religioso, salvo quanto previsto negli artt. 44-45.
I cappellani militari indossano di regola solo l'abito ecclesiastico previsto, salvo situazioni speciali dove sia necessario indossare la divisa militare (art. 1555 COM)

### Fregi
Due rami di olivo con la croce latina al centro caricati della corona turrita, costituiscono il fregio dei cappellani militari. Tale insegna si porta soltanto sul basco. Sugli altri copricapo i Cappellani portano, sul fregio dell'unità presso cui prestano servizio, un tondino con impressa la croce.

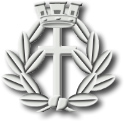
Fregio da basco per ufficiali cappellani

Fregio da berretto rigido per ufficiali cappellani di fanteria
Fregio da berretto rigido per ufficiali cappellani di fanteria aeromobile
Fregio da berretto rigido per ufficiali cappellani granatieri
Fregio da berretto rigido per ufficiali cappellani Bersaglieri
Fregio da berretto rigido per ufficiali cappellani alpini
Fregio da berretto rigido per ufficiali cappellani lagunari

Fregio da berretto rigido per ufficiali cappellani di cavalleria F.C.
Fregio da berretto rigido per ufficiali cappellani dragoni
Fregio da berretto rigido per ufficiali cappellani lancieri
Fregio da berretto rigido per ufficiali cappellani cavalleggeri
Fregio da berretto rigido per ufficiali cappellani carristi

Fregio da berretto rigido per ufficiali cappellani di artiglieria f.c.
Fregio da berretto rigido per ufficiali cappellani di artiglieria contraerei

Fregio da berretto rigido per ufficiali cappellani del Genio pionieri f.c.
Fregio da berretto rigido per ufficiali cappellani del Genio pontieri
Fregio da berretto rigido per ufficiali cappellani del Genio ferrovieri
Fregio da berretto rigido per ufficiali cappellani del Genio guastatori

Fregio da berretto rigido per ufficiali cappellani delle trasmissioni
Fregio da berretto rigido per ufficiali cappellani della guerra elettronica

Fregio da berretto rigido per ufficiali cappellani dei trasporti e materiali

Fregio da berretto rigido per ufficiali cappellani reparti autonomi e/o Corpo sanitario

Fregio da berretto rigido per ufficiali cappellani dell'amministrazione e commissariato

Fregio da berretto rigido per ufficiali cappellani dell'accademia militare di Modena e scuola sottufficiali
Fregio da berretto rigido per ufficiali cappellani delle scuole militari
Fregio da berretto rigido per ufficiali cappellani dell'aviazione dell'Esercito
Fregio da berretto rigido per ufficiali cappellani del 28° Rgt Pavia
Fregio da berretto rigido per ufficiali cappellani del CIMIC

Fregio da berretto rigido per ufficiali cappellani dell'Aeronautica Militare
Fregio da berretto rigido per ufficiali cappellani della Marina Militare
Fregio da berretto rigido per ufficiali cappellani dei Carabinieri

## Gradi
| Stemma araldico |                                                              |                                                         |                                                             |                                                              |                                                              |                    |                    |                    |                    |                    |
| ordinamento     | militare                                                     | militare                                                | militare                                                    | militare                                                     | militare                                                     |                    |                    |                    |                    |                    |
| Dipendente da   | Ministero della difesa                                       | Ministero della difesa                                  | Ministero della difesa                                      | Ministero della difesa                                       | Ministero dell'Economia e delle Finanze                      |                    |                    |                    |                    |                    |
| Codici NATO     | Ufficiali generali                                           | Ufficiali generali                                      | Ufficiali generali                                          | Ufficiali generali                                           | Ufficiali generali                                           | Ufficiali generali | Ufficiali generali | Ufficiali generali | Ufficiali generali | Ufficiali generali |
| OF-8            | ordinario militare per l'Italia (generale di corpo d'armata) | ordinario militare per l'Italia (ammiraglio di squadra) | ordinario militare per l'Italia (generale di squadra aerea) | ordinario militare per l'Italia (generale di corpo d'armata) | ordinario militare per l'Italia (generale di corpo d'armata) |                    |                    |                    |                    |                    |
| OF-7            | vicario generale militare (generale di divisione)            | vicario generale militare (ammiraglio di divisione)     | vicario generale militare (generale di divisione aerea)     | vicario generale militare (generale di divisione)            | vicario generale militare (generale di divisione)            |                    |                    |                    |                    |                    |
| OF-6            | vicario episcopale (generale di brigata)                     | vicario episcopale (contrammiraglio)                    | vicario episcopale (generale di brigata aerea)              | vicario episcopale (generale di brigata)                     | vicario episcopale (generale di brigata)                     |                    |                    |                    |                    |                    |
|                 | Ufficiali superiori                                          |                                                         |                                                             |                                                              |                                                              |                    |                    |                    |                    |                    |
| OF-5            | 3º cappellano militare capo (colonnello)                     | 3º cappellano militare capo (capitano di vascello)      | 3º cappellano militare capo (colonnello)                    | 3º cappellano militare capo (colonnello)                     | 3º cappellano militare capo (colonnello)                     |                    |                    |                    |                    |                    |
| OF-4            | 2º cappellano militare capo (tenente colonnello)             | 2º cappellano militare capo (capitano di fregata)       | 2º cappellano militare capo (tenente colonnello)            | 2º cappellano militare capo (tenente colonnello)             | 2º cappellano militare capo (tenente colonnello)             |                    |                    |                    |                    |                    |
| OF-3            | 1º cappellano militare capo (maggiore)                       | 1º cappellano militare capo (capitano di corvetta)      | 1º cappellano militare capo (maggiore)                      | 1º cappellano militare capo (maggiore)                       | 1º cappellano militare capo (maggiore)                       |                    |                    |                    |                    |                    |
|                 | Ufficiali inferiori                                          |                                                         |                                                             |                                                              |                                                              |                    |                    |                    |                    |                    |
|                 | Ufficiali inferiori                                          |                                                         |                                                             |                                                              |                                                              |                    |                    |                    |                    |                    |
| OF-2            | cappellano militare capo (capitano)                          | cappellano militare capo (tenente di vascello)          | cappellano militare capo (capitano)                         | cappellano militare capo (capitano)                          | cappellano militare capo (capitano)                          |                    |                    |                    |                    |                    |
|                 | Ufficiali inferiori subalterni                               |                                                         |                                                             |                                                              |                                                              |                    |                    |                    |                    |                    |
| OF-1            | cappellano militare addetto (tenente)                        | cappellano militare addetto (sottotenente di vascello)  | cappellano militare addetto (tenente)                       | cappellano militare addetto (tenente)                        | cappellano militare addetto (tenente)                        |                    |                    |                    |                    |                    |
|                 | Sottufficiali                                                |                                                         |                                                             |                                                              |                                                              |                    |                    |                    |                    |                    |
|                 | Sottufficiali - Ruolo marescialli                            |                                                         |                                                             |                                                              |                                                              |                    |                    |                    |                    |                    |
| OR-8            | suora (maresciallo)                                          | suora (capo di terza classe)                            | suora (maresciallo di terza classe)                         | suora (maresciallo)                                          | suora (maresciallo)                                          |                    |                    |                    |                    |                    |
| Codici NATO     | Esercito Italiano                                            | Marina militare                                         | Aeronautica militare                                        | Arma dei Carabinieri                                         | Guardia di Finanza                                           |                    |                    |                    |                    |                    |

## Statistiche
| anno | presbiteri | presbiteri | presbiteri | diaconi | religiosi | religiosi | parrocchie |
| anno | totale     | secolari   | regolari   | diaconi | uomini    | donne     | parrocchie |
| ---- | ---------- | ---------- | ---------- | ------- | --------- | --------- | ---------- |
| 1999 | 245        | 187        | 58         |         | 58        | 50        |            |
| 2000 | 235        | 170        | 65         |         | 65        | 80        |            |
| 2001 | 215        | 167        | 48         |         | 48        | 75        |            |
| 2002 | 209        | 162        | 47         |         | 47        | 61        |            |
| 2003 | 200        | 161        | 39         |         | 39        | 55        |            |
| 2004 | 194        | 159        | 35         |         | 35        | 58        |            |
| 2013 | 177        | 153        | 24         |         | 24        | 11        |            |
| 2016 | 162        | 143        | 19         |         | 19        | 8         |            |
| 2019 | 144        | 135        | 9          |         | 9         | 7         |            |
| 2021 | 140        | 132        | 8          |         | 8         | 8         |            |
| 2023 | 149        | 137        | 12         |         | 12        | 8         |            |

## Cappellani militari famosi

### Decorati al valore
- Ettore Accorsi
- Pacifico Arcangeli
- Giovanni Brevi
- Enelio Franzoni
- Reginaldo Giuliani
- Igino Lega
- Aldo Moretti
- Giuseppe Morosini
- Stefano Oberto
- Secondo Pollo
- Felice Stroppiana
- Guido Maurilio Turla